# Gabriel Angler

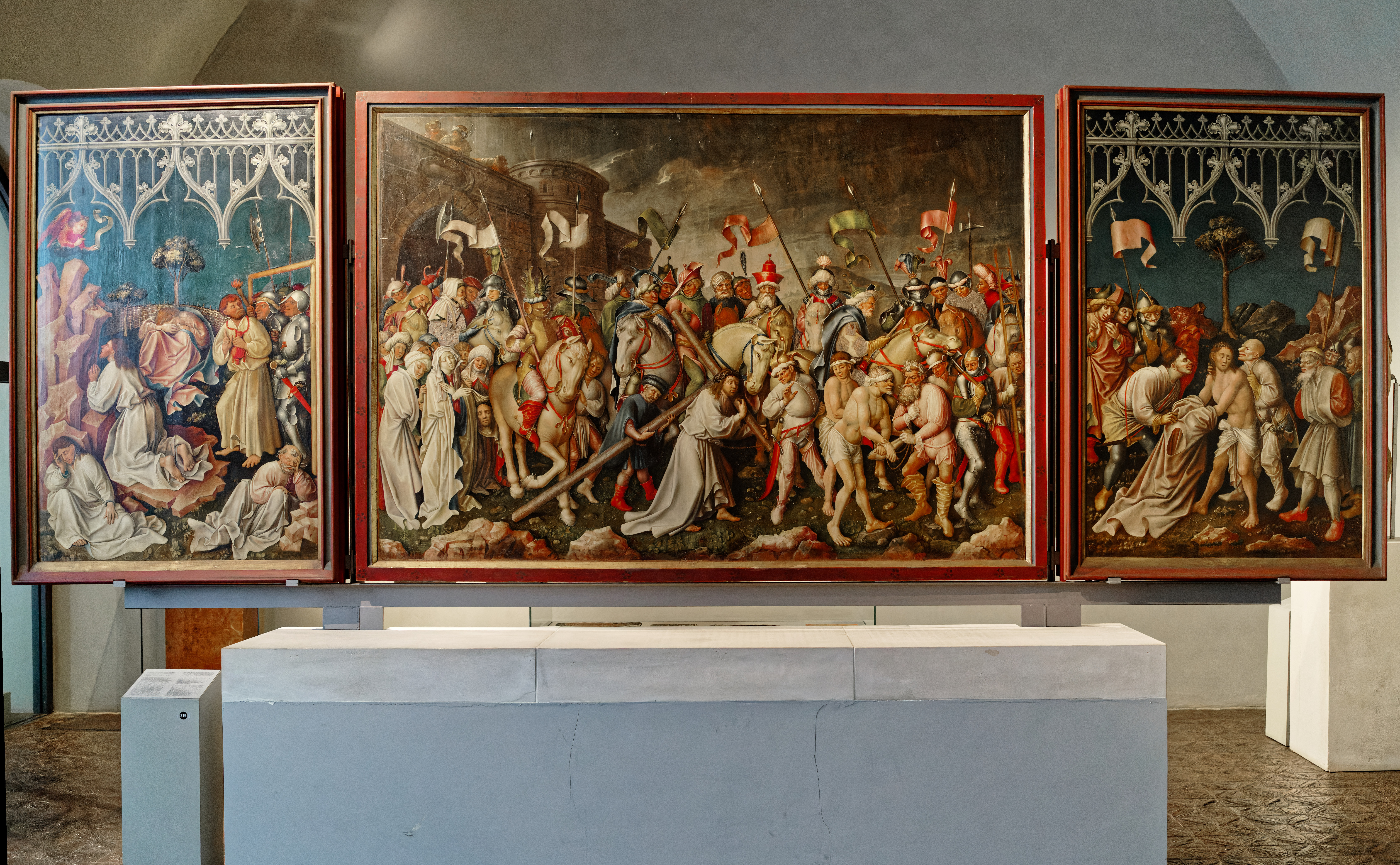
Teil der Festtagsseite des ehemaligen Hochaltars der Abteikirche in Tegernsee (Tabula magna) (1444/45)

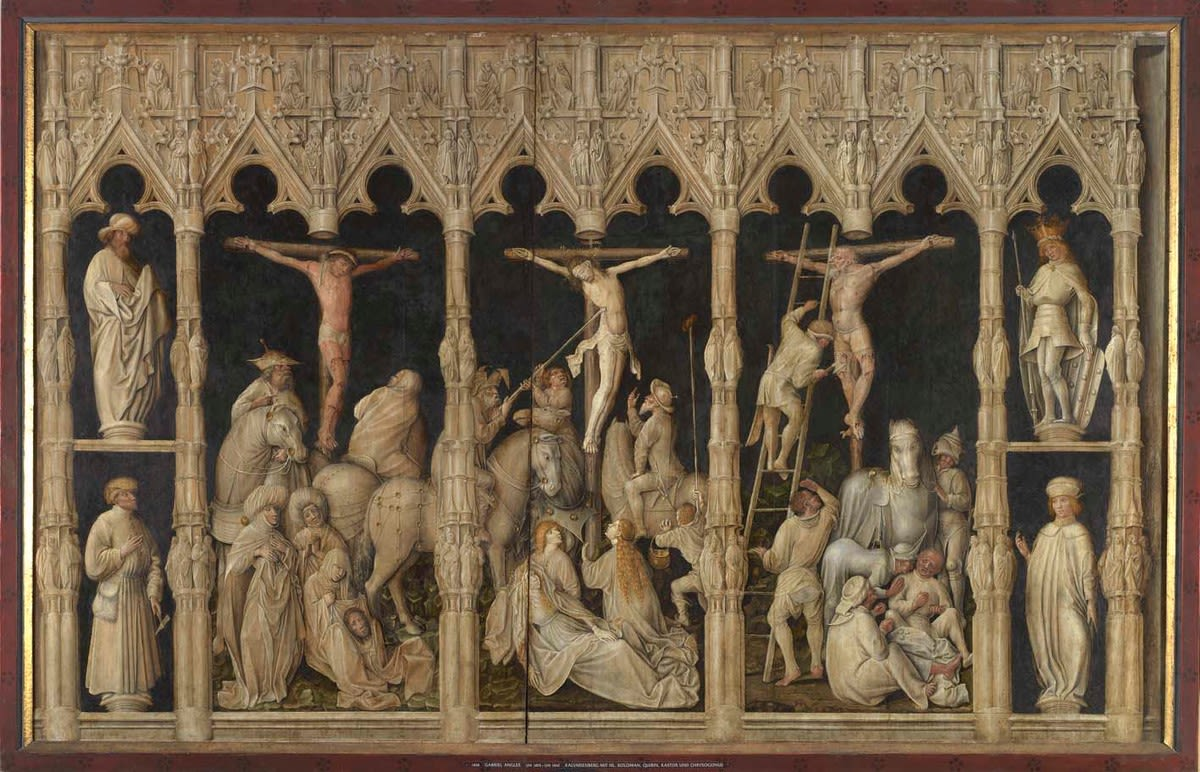
Sogenannte „Lettnerkreuzigung“. Ehemals in der Klosterkirche Tegernsee (um 1440)

Gabriel Angler (* um 1404 in München; † vor 1483 in München) war ein Tafel- und Freskomaler der Gotik, der in München seit etwa 1430 eine bedeutende Werkstatt führte. Die „Tabula magna“, der um 1444/45 entstandene Choraltar für das Kloster Tegernsee, gilt heute als sein Hauptwerk.

## Leben
Angler ist urkundlich 1429 in Nördlingen nachweisbar, ohne dass seine damalige Funktion bekannt ist. Ab etwa 1430 war er in München tätig und reiste um 1433 zum Kauf von Farben nach Venedig. 1434 wurde er erster Stadtmaler und malte in den folgenden Jahren den neuen Hauptaltar der Münchener Frauenkirche. Dieser war einer der teuersten Altäre seiner Zeit in Deutschland, der aber seit dem 17. Jahrhundert vollständig verloren ist.
1449 erwarb Angler ein Anwesen an der Nordseite des Marienplatzes in München. Seit 1460 war er in seiner Tätigkeit wahrscheinlich durch ein Augenleiden eingeschränkt; nach 1474 sind keine Werke mehr nachgewiesen.
Anglers Werk bedeutet den Bruch mit der Flächenprojektion der Frühgotik. Es verrät Einflüsse burgundischer Hofkunst, aber es sind auch eindeutig oberitalienische Vorbilder wie Altichiero da Zevio zu erkennen, die er wahrscheinlich auf einer Reise nach Norditalien kennenlernte. Zu seinen vermuteten Schülern zählen Gabriel Mälesskircher und Michael Wolgemut.
Nach Angler ist die Anglerstraße im Münchener Stadtteil Schwanthalerhöhe benannt.

## Werk
Ihm wird das Schlachtendankbild in der Votivkirche in Hoflach bei Fürstenfeldbruck (1431) zugeschrieben. Diese Zuschreibung wird aktuell eher in Zweifel gezogen.
1434–1437 malte Angler einen monumentalen Retabelaltar für den Vorgängerbau der Münchener Frauenkirche, für den er als Werkmeister die damals enorme Summe von 4275 rheinischen Gulden erhielt. Eine Tafel (Geburt Christi) in der Gemäldegalerie Berlin wurde damit in Verbindung gebracht. Diese Zuschreibung wird heute angezweifelt.
Aus der Zeit um 1438 stammt vielleicht eine Predella für einen Altar des Freisinger Doms. Angler zugeschrieben wurde unter anderem auch der Marienaltar für das Kloster Kremsmünster zugeschrieben.
Zum relativ gesicherten Werk Anglers gehört heute die sogenannte Lettnerkreuzigung in der Alten Pinakothek, die aus der Klosterkirche Tegernsee stammt. Die Datierung um 1440 wird allgemein akzeptiert, nachdem es in der Vergangenheit auch abweichende Vorschläge gab.
Die Tabula magna (1444/45) (Teile im Bayerischen Nationalmuseum, im Germanischen Nationalmuseum, in der Kirche von Bad Feilnbach und im Bodemuseum Berlin), für das Kloster Tegernsee geschaffen, gilt heute als Anglers erhaltenes, gesichertes Hauptwerk.

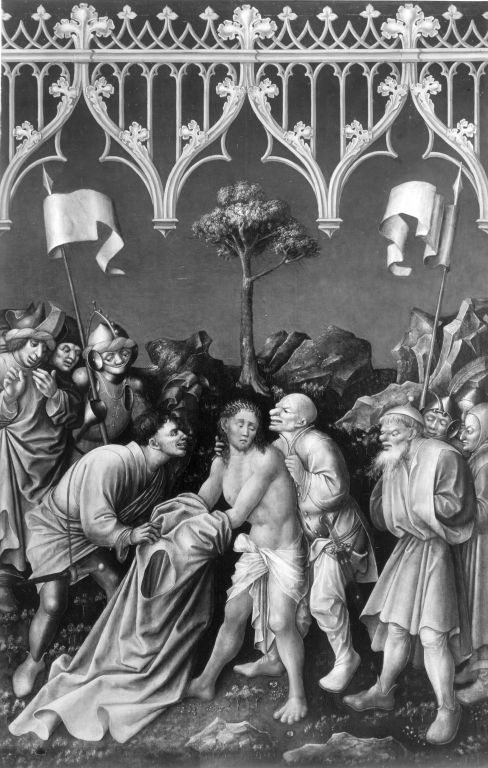
Tabula Magna: Entkleidung Christi (um 1445)
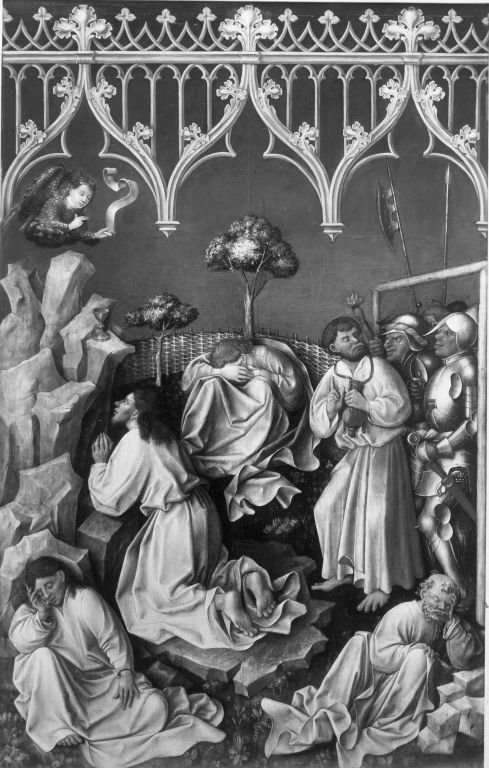
Tabula Magna: Christus am Ölberg
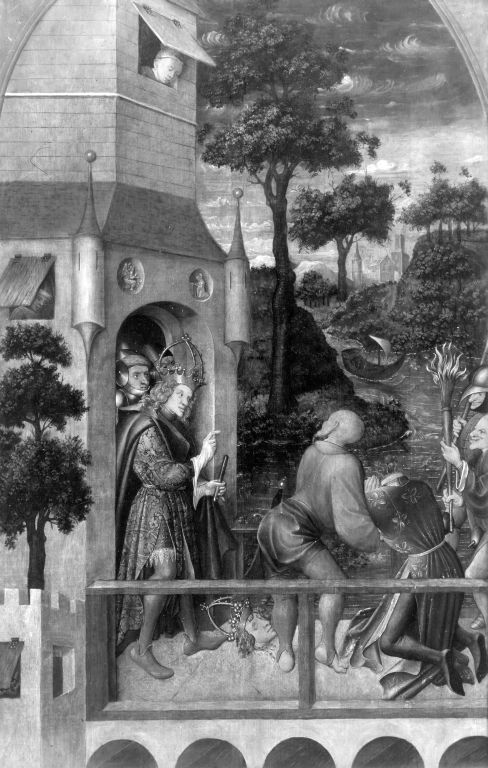
Tabula Magna: Enthauptung des hl. Quirin
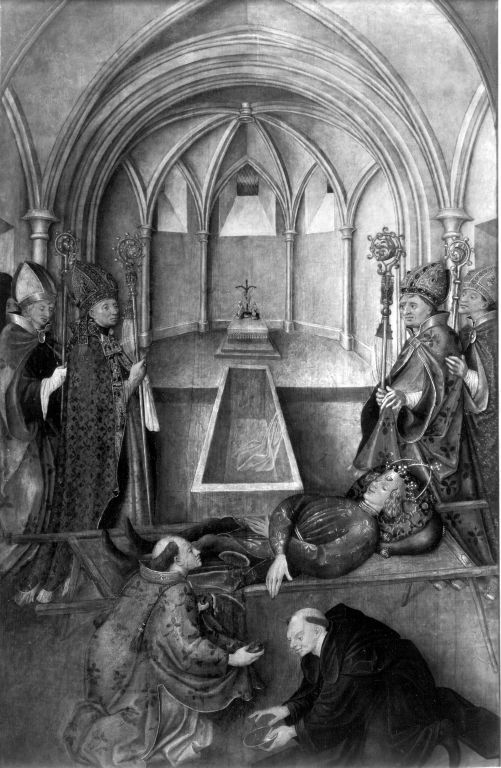
Tabula Magna: Bestattung des hl. Quirin